# Луис Ерера
Луис Ерера (шп. Luis Herrera; 4. мај 1961), је бивши Колумбијски професионални бициклиста у периоду од 1985. до 1992. године, али имао је и веома успешну аматерску каријеру. Ерера је двоструки победник брдске класифијације на Тур де Франсу, а по једном му је то пошло за руком на Ђиру и Вуелти. Највећи успех остварио је 1987. освајањем Вуелте. Ерера је други возач који је освојио брдску класификацију на сва три гранд тура, пре њега то је урадио Федерико Бајамонтес

## Аматерска каријера
Ерера је почео аматерску каријеру 1980. године, када је највећи успех остварио на трци Вуелта Колумбија за возаче до 23 године, освојио је брдску класификацију, а у генералном пласману је освојио пето место. Наредне године је остварио само једну победу, освојио је пету етапу на трци Класико РЦН у Колумбији, док му је на Вуелта Колумбији најбољи резултат био друго место на првој етапи и треће место у класификацији нових возача.
1982. освојио је трку Класико РЦН, уз три етапне победе и брдску класификацију. На Тур Авенир трци у Француској, освојио је четврто место у генералном пласману и једну етапу. Вуелта Колумбију није успио да заврши. 1983. освојио је Класико РЦН по други пут, док је на Вуелта Колумбији освојио друго место, оставши иза Алфонса Ортиза, а освојио је брдску и класификацију по поенима и две етапе. На Ред Зингер трци у САД-у, освојио је треће место у генералном пласману, две етапе и брдску класификацију.
1984. је поновио успехе из претходне године, освојивши Класико РЦН, уз једну етапу и брдску класификацију, након чега је освојио по први пут Вуелта Колумбија трку, уз три етапе, брдску, класификацију по поенима и класификацију комбинације. Те године је као аматер учествовао на свом првом Тур де Франсу. Ерера је победио на етапи 17 и тако постао први Колумбијац и први аматер који је освојио етапу на Туру. У генералном пласману завршио је на 27 месту.

## Професионална каријера
Након доста успешне аматерске каријере, Ерера је почео професионалну каријеру 1985. године. Прве године возио је Вуелта а Еспању, али није успио да је заврши. Ни Класико РЦН није успио да освоји, завршио је на другом месту, уз освојену брдску класификацију, након чега је освојио Вуелта Колумбију по други пут, уз две етапе и брдску и класификацију по поенима. На Тур де Франс овога пута је дошао као професионалац и остварио је веће успехе. У генералном пласману завршио је на седмом месту, али је освојио две етапе и брдску класификацију.
1986. освојио је свој четврти и задњи пут Класико РЦН, уз три етапе, брдску и класификацију по поенима, након чега је освојио Вуелта Колумбију по трећи пут. Ерера је победио на шестој етапи и три пута је завршио на другом месту, освојио је брдску и класификацију комбинације. На Тур де Франсу није освојио ниједну етапу, а у брдској класифијацији завршио је на другом месту. 1987. остварио је највећи успех у каријери, освојио је Вуелта а Еспању, уз брдску класификацију и тако постао први Колумбијац и Јужноамериканац који је освојио Гранд тур трку. Након њега, то је пошло за руком Наиру Кинтани, који је освојио Ђиро 2014. године. На Вуелта Колумбији освојио је једну етапу и друго место у генералном пласману. На Тур де Франсу је освојио брдску класификацију и пето место у генералном пласману, што му је најбољи резултат на Туру.
1988. није имао успеха на Вуелти а Еспањи, завршио је на 20 месту у генералном пласману, након чега је освојио Вуелта Колумбију и Критеријум Дофине. На Тур де Франсу није освојио ниједну етапу, а у генералном пласману је завршио на шестом месту. 1989. године одлучио је да не вози Вуелта а Еспању, већ свој први Ђиро. У генералном пласману је завршио на 18 месту, али је освојио две етапе и брдску класификацију. Тур де Франс је опет завршио без успеха, завршио је на 19 месту у генералном пласману.
1990. једини успех био му је освајање етапе на трци Класико РЦН. На Вуелта а Еспањи завршио је на 12 месту у генералном пласману. Наредне године освојио је Критеријум Дофине, уз једну етапну победу. На Вуелта а Еспањи освојио је две етапе и брдску класификацију, а у генералном пласману завршио је на 13 месту.Тур де Франс је завршио на 31 месту, без освојене етапе. То му је био задњи Тур који је возио. На крају сезоне, освојио је етапу на Вуелта Каталонија трци.
1992. освојио је етапу на Вуелта Колумбији, а затим је освојио трку Вуелта Арагон, уз једну етапу. Возио је и Вуелту и Ђиро, док Вуелту није успио да заврши, на Ђиру је освојио једну етапу и осмо место у генералном пласману. На крају сезоне, завршио је каријеру.